# Myrto Azina Chronides
Myrto Azina Chronides (griechisch Μυρτώ Αζίνα Χρονίδη; * 26. Dezember 1961 in Nikosia) ist eine zypriotische Medizinerin und Schriftstellerin.

## Leben
Azina Chronides besuchte das Panzyprische Gymnasium in Nikosia und gewann dort mehrere Preise für ihre Gedichte und Erzählungen. Als Schriftstellerin debütierte sie 1977 im Alter von 15 Jahren mit dem autobiografischen Buch Hemerologio 1974. Nach dem Abitur studierte sie Medizin an der Rheinischen Friedrich-Wilhelms-Universität Bonn und spezialisierte sich auf Allgemeinmedizin. Seit 2007 arbeitet sie für das Gesundheitsministerium von Zypern in Nikosia.

## Werke
- Ημερολόγιο 1974 (Hemerologio 1974), 1977
- Παθολογία (Pathologia), 1987
- Ραχήλ (Rachel), 1997
- Το πείραμα (To peirama), 2009

## Auszeichnungen
- 2010: Literaturpreis der Europäischen Union für To peirama